# Моререшть (Чуруляса, Алба)
Моререшть, Моререшті (рум. Morărești) — село у повіті Алба в Румунії. Входить до складу комуни Чуруляса.
Село розташоване на відстані 311 км на північний захід від Бухареста, 45 км на захід від Алба-Юлії, 75 км на південний захід від Клуж-Напоки, 147 км на схід від Тімішоари.

## Населення
За даними перепису населення 2002 року у селі проживали 160 осіб, усі — румуни. Усі жителі села рідною мовою назвали румунську.